# Big Bash League 2023/24
Die Big Bash League 2023/24 war die 13. Saison dieser australischen Twenty20-Cricket-Meisterschaft. Das Turnier fand vom 7. Dezember 2023 bis zum 24. Januar 2024 statt. Im Finale konnten sich die Brisbane Heat mit 54 Runs gegen die Perth Scorchers durchsetzen.

## Franchises
Seit der Gründung der Liga nehmen acht Franchises an dem Turnier teil.
| Franchise           | Farbe          | Stadt     | Heimstadion              |
| ------------------- | -------------- | --------- | ------------------------ |
| Adelaide Strikers   | Blau           | Adelaide  | Adelaide Oval            |
| Brisbane Heat       | Türkis         | Brisbane  | The Gabba                |
| Hobart Hurricanes   | Lila           | Hobart    | Blundstone Arena         |
| Melbourne Renegades | Rot            | Melbourne | Marvel Stadium           |
| Melbourne Stars     | Grün           | Melbourne | Melbourne Cricket Ground |
| Perth Scorchers     | Orange         | Perth     | Optus Stadium            |
| Sydney Sixers       | Pink           | Sydney    | Sydney Cricket Ground    |
| Sydney Thunder      | Electric Green | Sydney    | Giants Stadium           |

## Format
Die acht Franchises spielten in einer Gruppe gegen jedes andere Team zumindest einmal für insgesamt 10 Spiele per Mannschaft. Die vier Erstplatzierten der Gruppe qualifizierten sich für die Playoffs, die im Page-Playoff-System ausgetragen wurden.

## Kaderlisten
Die Teams benannten die folgenden Kader.
| Twenty20 | Twenty20 | Twenty20 | Twenty20 |
| Adelaide Strikers | Brisbane Heat | Hobart Hurricanes | Melbourne Renegades |
| --- | --- | --- | --- |
| - Travis Head (K) - Wes Agar - James Bazley - Cameron Boyce - Alex Carey - Brendan Doggett - Adam Hose - Henry Hunt - Thomas Kelly - Chris Lynn - Ben Manenti - Harry Nielsen - Jamie Overton - David Payne - D’Arcy Short - Matt Short - Jake Weatherald                                            | - Usman Khawaja (K) - Xavier Bartlett - Sam Billings - Josh Brown - Max Bryant - Spencer Johnson - Matthew Kuhnemann - Marnus Labuschagne - Colin Munro - Michael Neser - Jimmy Peirson - Will Prestwidge - Matthew Renshaw - Mitchell Swepson - Paul Walter - Jack Wildermuth | - Riley Meredith - Corey Anderson - Iain Carlisle - Nikhil Chaudhary - Tim David - Paddy Dooley - Nathan Ellis - Liam Guthrie - Sam Hain - Peter Hatzoglou - Sam Heazlett - Caleb Jewell - Chris Jordan - Ben McDermott - Mitch Owen - Billy Stanlake - Matthew Wade - Mac Wright | - Nic Maddinson (K) - Joe Clarke - Harry Dixon - Aaron Finch - Jake Fraser-McGurk - Mackenzie Harvey - Ruwantha Kellapotha - Quinton de Kock - Nathan Lyon - Shaun Marsh - Kane Richardson - Tom Rogers - Peter Siddle - Will Sutherland - Mujeeb Ur Rahman - Jon Wells - Adam Zampa |
| Melbourne Stars | Perth Scorchers | Sydney Sixers | Sydney Thunder |
| - Scott Boland - Joe Burns - Hilton Cartwright - Brody Couch - Nathan Coulter-Nile - Liam Dawson - Sam Harper - Campbell Kellaway - Nick Larkin - Glenn Maxwell - Usama Mir - Joel Paris - Haris Rauf - Corey Rocchiccioli - Tom Rogers - Mark Steketee - Marcus Stoinis - Imad Wasim - Beau Webster | - Ashton Turner (K) - Ashton Agar - Jason Behrendorff - Cooper Connolly - Zak Crawley - Laurie Evans - Aaron Hardie - Nick Hobson - Josh Inglis - Matt Kelly - Mitch Marsh - Hamish McKenzie - Lance Morris - Jhye Richardson - Andrew Tye - Sam Whiteman                      | - Sean Abbott - Jackson Bird - Tom Curran - Joel Davies - Ben Dwarshuis - Jack Edwards - Moises Henriques - Daniel Hughes - Hayden Kerr - Todd Murphy - Izharulhaq Naveed - Steve O’Keefe - Kurtis Patterson - Josh Philippe - Jordan Silk - Steve Smith - James Vince            | - Jason Sangha (K) - Cameron Bancroft - Oliver Davies - Chris Green - Alex Hales - Liam Hatcher - Zaman Khan - Sam Konstas - Nathan McAndrew - Blake Nikitaras - Alex Ross - Daniel Sams - Gurinder Sandhu - Tanveer Sangha - David Warner                                           |

## Gruppenphase
Tabelle
| Teams               | Sp. | S | N | NR | P  | NRR    |
| ------------------- | --- | - | - | -- | -- | ------ |
| Brisbane Heat       | 10  | 7 | 1 | 2  | 16 | +0.972 |
| Sydney Sixers       | 10  | 6 | 2 | 2  | 14 | +0.339 |
| Perth Scorchers     | 10  | 6 | 3 | 1  | 13 | +0.725 |
| Adelaide Strikers   | 10  | 5 | 4 | 1  | 11 | +0.331 |
| Hobart Hurricanes   | 10  | 4 | 6 | 0  | 8  | −0.268 |
| Melbourne Stars     | 10  | 4 | 6 | 0  | 8  | −1.051 |
| Melbourne Renegades | 10  | 2 | 6 | 2  | 6  | −0.289 |
| Sydney Thunder      | 10  | 1 | 7 | 2  | 4  | −0.652 |

Spiele
| 7. Dezember Scorecard | Brisbane | Brisbane Heat 214-3 (20)           | – | Melbourne Stars 111 (15.1) |
|                       |          | Brisbane Heat gewinnt mit 103 Runs |   |                            |

| 8. Dezember Scorecard | Sydney | Sydney Sixers 175-6 (20)         | – | Melbourne Renegades 167-7 (20) |
|                       |        | Sydney Sixers gewinnt mit 8 Runs |   |                                |

| 9. Dezember Scorecard | Adelaide | Adelaide Strikers | – | Brisbane Heat |
|                       |          | Spiel abgesagt    |   |               |

| 10. Dezember Scorecard | Geelong | Perth Scorchers 30-2 (6.5) | – | Melbourne Renegades |
|                        |         | No Result                  |   |                     |

| 11. Dezember Scorecard | Launceston | Hobart Hurricanes 135-8 (20)        | – | Sydney Sixers 139-4 (19.2) |
|                        |            | Sydney Sixers gewinnt mit 6 Wickets |   |                            |

| 12. Dezember Scorecard | Canberra | Brisbane Heat 151-7 (20)          | – | Sydney Thunder 131 (19) |
|                        |          | Brisbane Heat gewinnt mit 20 Runs |   |                         |

| 13. Dezember Scorecard | Melbourne | Melbourne Stars 101 (20)              | – | Perth Scorchers 102-3 (13.5) |
|                        |           | Perth Scorchers gewinnt mit 7 Wickets |   |                              |

| 19. Dezember Scorecard | Adelaide | Sydney Thunder 200-7 (20)               | – | Adelaide Strikers 205-4 (19.4) |
|                        |          | Adelaide Strikers gewinnt mit 6 Wickets |   |                                |

| 20. Dezember Scorecard | Perth | Hobart Hurricanes 172-8 (20)          | – | Perth Scorchers 173-1 (16.1) |
|                        |       | Perth Scorchers gewinnt mit 9 Wickets |   |                              |

| 21. Dezember Scorecard | Melbourne | Melbourne Renegades 162-8 (20)      | – | Brisbane Heat 163-4 (18.1) |
|                        |           | Brisbane Heat gewinnt mit 6 Wickets |   |                            |

| 22. Dezember Scorecard | Sydney | Sydney Sixers 155-7 (20)        | – | Adelaide Strikers 154-6 (20) |
|                        |        | Sydney Sixers gewinnt mit 1 Run |   |                              |

| 23. Dezember Scorecard | Albury | Melbourne Stars 172 (20)             | – | Sydney Thunder 176-5 (18.2) |
|                        |        | Sydney Thunder gewinnt mit 5 Wickets |   |                             |

| 23. Dezember Scorecard | Hobart | Melbourne Renegades 183-5 (20)          | – | Hobart Hurricanes 187-4 (19) |
|                        |        | Hobart Hurricanes gewinnt mit 6 Wickets |   |                              |

| 26. Dezember Scorecard | Sydney | Sydney Sixers 154-8 (20)              | – | Melbourne Stars 155-6 (19.3) |
|                        |        | Melbourne Stars gewinnt mit 4 Wickets |   |                              |

| 26. Dezember Scorecard | Perth | Perth Scorchers 162 (19.4)          | – | Melbourne Renegades 149-8 (20) |
|                        |       | Perth Scorchers gewinnt mit 13 Runs |   |                                |

| 27. Dezember Scorecard | Brisbane | Brisbane Heat 172 (19.4)          | – | Sydney Thunder 157-9 (20) |
|                        |          | Brisbane Heat gewinnt mit 15 Runs |   |                           |

| 28. Dezember Scorecard | Hobart | Hobart Hurricanes 155 (19.4)                       | – | Melbourne Stars 67-3 (6.3/7) |
|                        |        | Melbourne Stars gewinnt mit 7 Wickets (D/L method) |   |                              |

| 29. Dezember Scorecard | Melbourne | Adelaide Strikers 177-6 (20)              | – | Melbourne Renegades 178-6 (18.4) |
|                        |           | Melbourne Renegades gewinnt mit 4 Wickets |   |                                  |

| 30. Dezember Scorecard | Sydney | Sydney Thunder 151-7 (20) | – | Sydney Sixers 34-1 (4) |
|                        |        | No Result                 |   |                        |

| 31. Dezember Scorecard | Adelaide | Adelaide Strikers 205-4 (20)          | – | Melbourne Stars 211-3 (19) |
|                        |          | Melbourne Stars gewinnt mit 7 Wickets |   |                            |

| 1. Januar Scorecard | Hobart | Sydney Thunder 150-8 (20)               | – | Hobart Hurricanes 151-3 (18.1) |
|                     |        | Hobart Hurricanes gewinnt mit 7 Wickets |   |                                |

| 1. Januar Scorecard | Brisbane | Brisbane Heat  | – | Sydney Sixers |
|                     |          | Spiel abgesagt |   |               |

| 2. Januar Scorecard | Melbourne | Melbourne Renegades 97-7 (14)         | – | Melbourne Stars 98-2 (12) |
|                     |           | Melbourne Stars gewinnt mit 8 Wickets |   |                           |

| 3. Januar Scorecard | Coffs Harbour | Sydney Sixers 141-8 (20)                      | – | Brisbane Heat 104-4 (14.3/14.3) |
|                     |               | Brisbane Heat gewinnt mit 3 Runs (D/L method) |   |                                 |

| 3. Januar Scorecard | Perth | Perth Scorchers 211-4 (20)          | – | Adelaide Strikers 169 (19.2) |
|                     |       | Perth Scorchers gewinnt mit 42 Runs |   |                              |

| 4. Januar Scorecard | Melbourne | Melbourne Renegades 147-4 (20)          | – | Hobart Hurricanes 148-4 (18.4) |
|                     |           | Hobart Hurricanes gewinnt mit 6 Wickets |   |                                |

| 5. Januar Scorecard | Adelaide | Perth Scorchers 153-7 (20)              | – | Adelaide Strikers 154-1 (16.1) |
|                     |          | Adelaide Strikers gewinnt mit 9 Wickets |   |                                |

| 6. Januar Scorecard | Melbourne | Melbourne Stars 156-4 (20)          | – | Sydney Sixers 160-3 (18.1) |
|                     |           | Sydney Sixers gewinnt mit 7 Wickets |   |                            |

| 7. Januar Scorecard | Brisbane | Brisbane Heat 132-7 (20)                      | – | Hobart Hurricanes 116-9 (16/16) |
|                     |          | Brisbane Heat gewinnt mit 1 Runs (D/L method) |   |                                 |

| 8. Januar Scorecard | Sydney | Sydney Thunder 137-8 (20)             | – | Perth Scorchers 140-3 (19.1) |
|                     |        | Perth Scorchers gewinnt mit 7 Wickets |   |                              |

| 9. Januar Scorecard | Adelaide | Hobart Hurricanes 165-7 (20)            | – | Adelaide Strikers 168-5 (19.2) |
|                     |          | Adelaide Strikers gewinnt mit 5 Wickets |   |                                |

| 10. Januar Scorecard | Brisbane | Brisbane Heat 191-6 (20)          | – | Perth Scorchers 168-9 (20) |
|                      |          | Brisbane Heat gewinnt mit 23 Runs |   |                            |

| 11. Januar Scorecard | Hobart | Hobart Hurricanes 167-6 (20)            | – | Adelaide Strikers 169-2 (15.5) |
|                      |        | Adelaide Strikers gewinnt mit 8 Wickets |   |                                |

| 12. Januar Scorecard | Sydney | Sydney Sixers 151-7 (20)          | – | Sydney Thunder 132 (19.5) |
|                      |        | Sydney Sixers gewinnt mit 19 Runs |   |                           |

| 13. Januar Scorecard | Perth | Perth Scorchers 163-6 (20)          | – | Brisbane Heat 128 (19.5) |
|                      |       | Perth Scorchers gewinnt mit 35 Runs |   |                          |

| 13. Januar Scorecard | Melbourne | Melbourne Stars 137-8 (20)                | – | Melbourne Renegades 139-4 (17.2) |
|                      |           | Melbourne Renegades gewinnt mit 6 Wickets |   |                                  |

| 14. Januar Scorecard | Canberra | Sydney Thunder 140 (19.2)               | – | Adelaide Strikers 141-1 (16.1) |
|                      |          | Adelaide Strikers gewinnt mit 9 Wickets |   |                                |

| 15. Januar Scorecard | Melbourne | Hobart Hurricanes 187-8 (20)         | – | Melbourne Stars 180-4 (20) |
|                      |           | Hobart Hurricanes gewinnt mit 7 Runs |   |                            |

| 16. Januar Scorecard | Perth | Perth Scorchers 197-4 (20)          | – | Sydney Sixers 201-7 (20) |
|                      |       | Sydney Sixers gewinnt mit 3 Wickets |   |                          |

| 17. Januar Scorecard | Sydney | Sydney Thunder | – | Melbourne Renegades |
|                      |        | Spiel abgesagt |   |                     |

## Playoffs

### Spiel A
| 19. Januar Scorecard | Gold Coast City | Sydney Sixers 152-8 (20)          | – | Brisbane Heat 113 (17.5) |
|                      |                 | Sydney Sixers gewinnt mit 39 Runs |   |                          |

### Spiel B
| 20. Januar Scorecard | Perth | Adelaide Strikers 155-7 (20)          | – | Perth Scorchers 105 (16.2) |
|                      |       | Adelaide Strikers gewinnt mit 50 Runs |   |                            |

### Spiel C
| 22. Januar Scorecard | Gold Coast City | Brisbane Heat 214-7 (20)          | – | Adelaide Strikers 160 (19.5) |
|                      |                 | Brisbane Heat gewinnt mit 54 Runs |   |                              |

### Finale
| 24. Januar Scorecard | Sydney | Brisbane Heat 166-8 (20)          | – | Sydney Sixers 112 (17.3) |
|                      |        | Brisbane Heat gewinnt mit 54 Runs |   |                          |